# Zethus albopictus
Zethus albopictus är en stekelart som beskrevs av Smith 1857. Zethus albopictus ingår i släktet Zethus och familjen Eumenidae. Inga underarter finns listade i Catalogue of Life.